# Hikmat Abu Zayd
Hikmat Abu Zayd, född 1922 eller 1923, död 2011, var en egyptisk politiker. 
Hon var socialminister i Gamal Abdel Nassers regering i Egypten (Förenade arabrepubliken) mellan 1962 och 1965. Hon var Egyptens första kvinnliga minister. 